# Alesha Dixon
Alesha Anjanette Dixon (rođena 7. listopada 1978.) britanska je kantautorica, plesačica i manekenka. Svoju glazbenu karijeru započela je u britanskom R&B triu Mis-Teeq. Kada se trio 2005. raspao, Alesha je potpisala ugovor s Polydor Recordsom koji je ubrzo raskinut zbog slabog plasmana singlova. 2007. godine je sudjelovala u TV emisiji Ples sa zvijezdama gdje je i pobijedila te 2009. postala član žirija. Svjetsku slavu je stekla pjesmom "The Boy Does Nothing" koja je bila najavni singl za njen drugi studijski album The Alesha Show.

## Životopis

### Djetinjstvo
Alesha Dixon rođena je u Welwyn Garden Cityu od majke Bev Harris te jamajkanskog oca. Ima petero polubraće: Adriana, Marka, Johna, Jereoma i Calluma te jednu polusestru Leyanne. Kao dijete bavila se uličnim plesom. Njen prvi posao bio je u Ladbrokesu, iako je željela postati nastavnica tjelesne i zdravstvene kulture.

### Početak karijere
Njena karijera započela je kada je 1999. upoznala Sarinu Washington pri upisu u Dance Attic (popularna hip-hop/jazz plesna akademija u zapadnom Londonu) te su zajedno osnovale duo i snimile svoju prvu demopjesmu imena "Inspiration". Uskoro su upoznale i Su-Elise Nash te su osnovale trio. Ubrzo nakon osnutka potpisale su ugovor za izdavačku kuću Telstar Records, pridružila im se nova članica Zena McNally te su postale veoma popularan R&B sastav pod imenom Mis-Teeq.

### Mis-Teeq
Mis-Teeq su objavile svoj debitantski singl "Why?" 2000. godine., nakon čega je Zena McNally krenula u samostalnu karijeru. Sastav je ostao trio. Godinu dana kasnije objavile su svoj debitantski album Lickin' On Both Sides s kojega je proizašlo nekoliko hitova.
2003. su objavile svoj drugi studijski album Eye Candy. Sljedeće godine okrenule su se  američkom tržištu te su objavile singl "Scandalous" i kompilacijski album Lickin' On Both Sides and Eye Candy prije povratka u Europu. Telstar Records je otišao u stečaj te im je preostalo samo snimiti album najvećih hitova pod diskografskom kućom Universal Records.
Posljednja pjesma koju su snimile kao grupa bila je obrada pjesme "Shoo Shoo Baby" za Disneyev film Hrabri Pero (2005.). Nakon izdavanja albuma u ožujku 2005. objavljeno je da se grupa raspada.

### Samostalna karjera
Alesha Dixon je 2005. potpisala ugovor vrijedan 500.000 funti s Polydor Recordsom. Provela je godinu dana pišući i snimajući pjesme za album Fired Up. Određeno je da je prvi singl s albuma "Superficial", ali je u zadnji trenutak promijenjen u "Lipstick" koji je dospio na 14. mjesto britanske ljestvice singlova. Drugi singl "Knockdown" nije bio tako uspješan te je dospio na samo 45. mjesto. Krajem 2006. objavljeno je da je došlo do raskida ugovora između Aleshe Dixon i Polydor Recordsa te je otkazano izdavanje albuma u Ujedinjenom Kraljevstvu, ali je dobila sva prava da album objavi u Japanu gdje je dospio na 54. mjesto liste albuma.
2008. je potpisala novi ugovor za Asylum Records, te je izdala album The Alesha Show s kojega su izdana tri singla: "The Boy Does Nothing" s kojim je dobila svjetsku slavu, "Breathe Slow" njen najuspješniji singl u Ujedinjenom Kraljevstvu do sada, te "Let's Get Excited" s kojim je oborila Guinessov rekord u broju plesača u spotu.

## Humanitarni rad
2009. Alesha se zajedno s još 10-ak zvijezda popela na Kilimandžaro te su zajedno prikupili 1,000.000 dolara za pomoć područjima pogođenima malarijom u Tanzaniji. Alesha je za taj pothvat izjavila:
Poduprla je i Nickelodeonovu kampanju pod imenom 'See Something, Say Something’ o suzbijanju bullyinga.
U lipnju 2009. je bila upitana da li bi željela biti veleposlanica siromašnih na što je odgovorila:

## Televizijska pojavljivanja

### Televizijske reklame
Kada je još bila članica Miss-Teeqa zajedno s druge dvije djevojke postala je zaštitno lice JD Sportsa.
2007. je postala zaštitno lice Ecko Reda.
2008. je potpisala ugovor za Ford Focus te je za njih snimila pjesmu "4 U I Will". Iste godine je vodila kampanju za britansko ministarstvo zdravstva o sigurnom seksu, te je postala lice Veetove kampanje.

### Ples sa zvijezdama
2007. godine Alesha Dixon je sudjelovala u britanskoj verziji plesa za zvijezdama. Plesala je s profesionalnim plesačem Matthew Cutlerom. Njih dvoje su izašli kao pobjednici te sezone.
| Tjedan | Ples/Pjesma                                                                 | Ocjena/e | Prolaz     |
| ------ | --------------------------------------------------------------------------- | -------- | ---------- |
| 2.     | Rumba / Hurt                                                                | 31       | Siguran    |
| 3.     | Jive / Shake a Tail Feather                                                 | 36       | Siguran    |
| 4.     | Američki smooth / Top Hat, White Tie and Tails                              | 33       | Siguran    |
| 5.     | Foxtrot / Heaven                                                            | 36       | Siguran    |
| 6.     | Salsa / Wanna Be Startin' Somethin'                                         | 35       | Siguran    |
| 7.     | Valcer / A Time For Us                                                      | 38       | Siguran    |
| 8.     | Cha-cha-cha / Crazy in Love                                                 | 39       | Siguran    |
| 9.     | Tango / Jealousy Samba / Reach Out I'll Be There                            | 38 36    | Siguran    |
| 10.    | Bečki valcer / Memory Paso doble / Toccata                                  | 38 36    | Predzadnji |
| 11.    | Quickstep / Valerie Argentinski tango / I'd Be Suprisingly Good For You     | 38       | Siguran    |
| 12.    | Valcer / A Time For Us Cha-cha-cha / Crazy in Love Jive / We Love to Boogie | 39 38 35 | Pobjednici |

## Privatni život
Tijekom ljeta 2005., nakon petogodišnje veze, udala se za Michaela Harveyja no rastali su se nakon što ju je prevario s Javine Hylton. Samo nekoliko tjedana nakon razvoda Aleshi je raskinut ugovor s diskografskom kućom te je pala u depresiju. Izjavila je da joj je velika potpora u rješavanju depresije bio ples za zvijezdama. Lily Allen ju je u svojoj emisiji Lily Allen and Friends upitala:
Na to Alesha nije odgovorila, samo se slatko nasmijala.
Alesha je prekinula sve veze sa svojim bratom nakon što je medijima prodao priču o njihovu djetinjstvu i o njihovoj majci koju je opisao sebičnom i bahatom, a Alesha je to o majci negirala.
Tijekom intervjua za Daily Mail o sebi je izjavila:
Trenutačno živi sama sa svojim psom Roxyem. Također je rekla da mrzi svoj smijeh te da zvuči kao Sid James i kad bi mogla da bi ga promijenila.

## Turneje
2009. je krenula na svoju prvu samostalnu turneju pod imenom The Alesha Show u svrhu promoviranja istoimenog albuma.

## Vanjske poveznice
Službena web stranica

### Ostali projekti
|  | Zajednički poslužitelj ima još gradiva o temi Alesha Dixon |